# Митридат III (Комагена)
Митридат III Антиох (на старогръцки: ο ΜιΘριδάτης Αντίοχος Επιφανής, на латински: Mithridates III. Antiochos Epiphanes) е цар на Комагена през 20 пр.н.е. – 12 пр.н.е.

## Биография
Той е от арменско-гръцки произход и е син на Митридат II Антиох Епифан и Лаодика Комагенска. Внук е на Антиох I Теос Комагенски и Исия Филосторг, дъщеря на Ариобарзан I Филороман (цар на Кападокия).
Когато баща му умира през 20 пр.н.е. Митридат III го наследява и управлява Комагена до смъртта си през 12 пр.н.е.
Митридат се жени след 30 пр.н.е. за медийската принцеса Йотапа, дъщеря на Артавазд I от Мидия Атропатена. Йотапа му ражда син Антиох III и две дъщери с името Йотапа.
Той е наследен на трона от синът му Антиох III, който управлява със сестра си Йотапа.